# Putiferio va alla guerra
Putiferio va alla guerra è un film d'animazione del 1968 diretto da Roberto Gavioli.
Il film, che vede la direzione artistica di Gino Gavioli in collaborazione con Paolo Piffarerio, è prodotto da Bruno Paolinelli e basato sul racconto La guerriera nera di Mario Chiereghin.
È la storia di una tenace formichina col nome Putiferio e di una guerra senza quartiere fra formiche gialle e formiche rosse.

## Trama
Le più forti e bellicose formiche rosse (il cui formicaio viene raffigurato come costruito entro un elmetto nazista giacente al suolo) hanno presto la meglio sulle formiche gialle, nonostante la coraggiosa avversaria Putiferio cerchi di organizzare una strenua resistenza. Una volta persa la guerra, Putiferio passa alla guerriglia, ma si imbatte nel bel comandante delle formiche rosse e tra i due nasce una tenera storia d'amore.
Ben presto tutte le formiche, gialle o rosse che siano, dovranno scordarsi l'eterna rivalità per far fronte comune contro un terribile ed enorme nemico: un formichiere.
Alla fine trionfa la pace con condanna delle guerre intercorse.

## Produzione
Il film è opera dello studio milanese Gamma Film che, al cumine delle sue attività,  arrivò ad impiegare oltre 150 disegnatori. La Gamma Film in quel periodo realizzò anche i titoli di testa di alcuni film western e diversi spot d'animazione per Carosello. Altre produzioni dello studio furono La lunga calza verde (1961), Comitato italiano del Cotone (1965) e La ballata del West (1967).

## Restauro
La Cineteca Italiana di Milano ha restaurato il film in alta definizione (2K) rifacendo ex novo un nuovo negativo di conservazione. Durante il mese di marzo del 2020 la stessa Cineteca lo ha messo in libera visione in streaming sul proprio sito.

## Altri media
La Edizioni Rizzoli di Milano ha pubblicato in edizione fuori commercio un adattamento del film in tre volumi, curato da Silverio Pisu, ciascuno corredato di disco 45 giri con musiche di Italo Romano. Le avventure di Putiferio sono suddivise così in tre episodi la cui realizzazione grafica è firmata Ermanno Samsa: primo episodio La cattura; secondo episodio La fuga e terzo episodio La più piccola guerra del mondo.